# Термінальна вартість
Термінальна вартість (англ. Terminal Value)— це теперішня вартість усіх грошових потоків постпрогнозного періоду, приведена до певного моменту у майбутньому. Найчастіше використовується при оцінці вартості бізнессу як складова методу дисконтованого грошового потоку. У вітчизняній науковій літературі також зустрічається як «постпрогнозна вартість» та «майбутня вартість» (хибне розуміння).

## Передумови використання
Однією з основних проблем методу дисконтування грошових потоків є високий рівень невизначеності, пов'язаний із прогнозуванням макроекономічних умов на період, більший за декілька років. Тобто, чим більший проміжок часу надходження грошових потоків розглядається, тим більше ймовірне відхилення прогнозного результату від реальних значень. Прогнозування дисконтованих потоків на довгий період часу є непрактичним, адже містить високий ризик недостовірності результатів. На практиці для зниження такого ризику при оцінці вартості бізнесу використовується термінальна вартість. Вона дозволяє обмежити грошові потоки, що розглядаються, періодом у декілька років (прогнозний період). Усі інші грошові потоки, що надходитимуть після прогнозного періоду, приводяться до одного моменту часу у майбутньому (кінець прогнозного періоду) та включаються у поняття термінальної вартості.

## Термінальна вартість vs майбутня вартість
У вітчизняній науковій літературі зустрічається заміна поняття «термінальна вартість» на «майбутня вартість». Така заміна є хибною, адже поняття майбутньої вартості має абсолютно інше значення та інший алгоритм розрахунку. Так, якщо майбутня вартість є сумою грошових потоків, приведених до певного моменту часу у майбутньому (у даному випадку — кінець прогнозного періоду), то термінальна вартість є сумою постпрогнозних грошових потоків, приведених на кінець прогнозного періоду.

## Методи розрахунку

### Вибір методу розрахунку термінальної вартості
Існує п'ять основних методів розрахунку термінальної вартості, що, в свою чергу, поділяються на дві великі групи залежно від цілі оцінки бізнесу. Перша група передбачає оцінку бізнесу, що функціонуватиме невизначений період часу. До неї належать чотири основні методи розрахунку. Останній, п'ятий, метод передбачає оцінку компанії за умови її ліквідації.

### Метод 1: За умови постійного росту
У даному випадку термінальна вартість розглядається з точки зору моделі зростаючих грошових потоків. Тобто, припускається, що у постпрогнозному періоді грошові потоки зростатимуть щороку в середньому на один і той самий процент. Тоді формула для розрахунку термінальної вартості матиме наступний вигляд:
{\displaystyle TVn=CFn\times {\frac {1+g}{k-g}}},
де TVn — термінальна вартість, розрахована для року n, n — число років у прогнозному періоді, CFn — грошовий потік у році n, g — темп приросту, k — середня вартість капіталу.

### Метод 2: За умови відсутності росту
Другий метод розрахунку використовується за умови, якщо у постпрогнозному періоді не очікується росту бізнесу та збільшення грошових потоків, тобто g=0. Тоді:
{\displaystyle TVn=CFn\times {\frac {1}{k}}},
де TVn — термінальна вартість, розрахована для року n, n — число років у прогнозному періоді, CFn — грошовий потік у році n, k — середня вартість капіталу.

Практично не існує бізнесу, що не змінюватиметься у розмірі після прогнозного періоду. Проте це не означає, що другий метод розрахунку термінальної вартості не використовується на практиці. Насправді, він передбачає можливість росту рентабельності власного капіталу, але разом з тим і ріст вартості його використання. В результаті цього чистий грошовий потік залишається незмінним.

### Метод 3: Мультиплікатор ринкова/бухгалтерська вартість
Згідно з третім методом, термінальну вартість можна спрогнозувати за допомогою мультиплікатора. Він знаходиться як співвідношення поточної ринкової та бухгалтерської вартості бізнесу. Термінальна вартість розраховується як добуток мультиплікатора на прогнозний об'єм інвестицій на кінець прогнозного періоду.
{\displaystyle TVn=ICn\times {\frac {MV}{BV}}},

де MV — ринкова вартість бізнесу, BV — бухгалтерська вартість бізнесу, ICn — об'єм інвестицій на кінець прогнозного періоду.
Даний метод використовується для випадків, коли не прогнозується зміни прибутковості бізнесу.

### Метод 4: Мультиплікатор доходів
Згідно з четвертим методом, термінальна вартість розраховується за допомогою співвідношення сукупного капіталу компанії та її чистого прибутку. Вона дорівнює добутку цього співвідношення на прибуток компанії в останньому прогнозному році.
{\displaystyle TVn=NPn\times {\frac {E+Debt}{NP}}},

де TVn — термінальна вартість компанії, NPn — чистий прибуток компанії в останньому прогнозному році, E+Debt — сукупний капітал компанії у поточному році, NP — чистий прибуток компанії у поточному році.
Даний метод також використовується лише за умови сталої прибутковості бізнесу.

### Метод 5: При ліквідації бізнесу
Останній метод застосовується за умови ліквідації бізнесу та найчастіше для активів, що мають обмежений строк використання. Згідно з цим методом термінальна вартість розраховується як виручка від продажу активів з урахуванням податків. Виручка від продажу активів може прогнозуватися різними методами: як бухгалтерська вартість з урахуванням амортизації, як ринкова вартість на момент продажу, як вартість матеріалів тощо.

## Чиста термінальна вартість
Чиста термінальна вартість (чиста нарощена вартість) є показником, дзеркальним до чистої теперішньої вартості. Вона розраховується за формулою:
{\displaystyle NTVn=\left(1+r\right)^{n-k}-IC\left(1+r\right)^{n}},

де NTVn — чиста термінальна вартість, IC — інвестиції у проект, n — кількість років у прогнозному періоді, k — ставка дисконтування.

Чиста термінальна вартість слугує критерієм прийняття рішення щодо інвестиційної привабливості проекту. Її умови аналогічні умовам читої теперішньої вартості:
- якщо NTV>0, проект є прибутковим
- якщо NTV=0, проект не є прибутковим чи збитковим
- якщо NTV<0, проект є збитковим

## Значення термінальної вартості
У практиці оцінки бізнесу виділяють дві основні проблеми розрахунку. Перша пов'язана із визначенням строку функціонування бізнесу, друга полягає у тому, що у перші роки функціонування проекту чисті грошові потоки є порівняно низькими, а у деяких випадках навіть від'ємними. Все це не дозволяє адекватно оцінити вартість бізнесу, а отже зумовлює непрактичність оцінки. Використання термінальної вартості дозволяє значно зменшити похибку при прогнозуванні.

Необхідно відмітити, що в окремих випадках термінальна вартість може становити до 10% від кінцевої вартості бізнесу, — найчастіше це характерно для виробничих активів, строк експлуатації яких рівний прогнозному періоду. Натомість у більшості випадків термінальна вартість становить більше половини від вартості бізнесу, тобто має значний вплив на кінцеву оцінку.